# Palacio de Charlottenborg
El Palacio de Charlottenborg (en danés: Charlottenborg Slot) es una gran mansión situada en la esquina de Kongens Nytorv y Nyhavn en Copenhague, Dinamarca. Construido originalmente como residencia para Ulrik Frederik Gyldenløve, ha servido como sede de la Academia Real de Bellas Artes de Dinamarca desde su fundación en 1754. En la actualidad también alberga Kunsthal Charlottenborg, un museo de arte contemporáneo, y Danmarks Kunstbibliotek, la Real Biblioteca de Arte.

## Historia

### Mansión de Gyldenløve
La parcela fue donada por el Rey Cristián V a su medio hermano Ulrik Frederik Gyldenløve el 22 de marzo de 1669, en relación con la creación de Kongens Nytorv. Gyldenløve construyó su nueva mansión entre 1672 y 1683, el primer edificio en la nueva plaza.

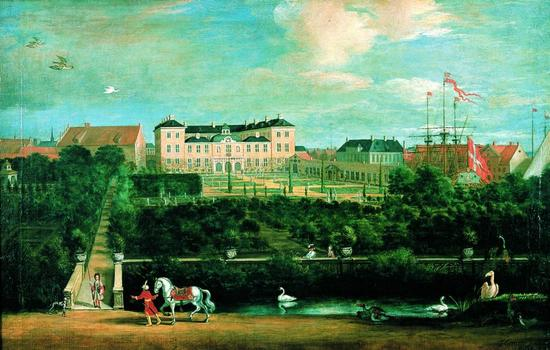
Charlottenborg pintado por Jacob Coning en 1694, visto desde el jardín.

El ala principal y las dos alas laterales se construyeron entre 1672 y 1677, probablemente bajo la dirección del arquitecto Ewert Janssen. En 1783 se extendió la mansión con una cuarta ala trasera diseñada por Lambert van Haven. Los ladrillos usaron se trajeron del Castillo de Kalø en Jutlandia, que era propiedad de Gyldenløve y había derribado.
En su vejez, la gran mansión resultaba demasiado grande para Gyldenløve, quien la vendió a la reina viuda Carlota Amalia en 1700, de donde proviene el nombre. Gyldenløve construyó una nueva mansión más pequeña en la esquina de Bredgade y Dronningens Tværgade, que se conocía como la "pequeña mansión de Gyldenløve", ahora llamada Mansión de Moltke, donde vivió hasta su muerte en 1705.
Después de la muerte del Rey Cristián V en 1699 la Reina madre, Carlota Amalia, compró el Palacio por 50 000 coronas danesas y lo renombró Palacio de Charlottenborg. En 1714, cuando murió la reina, el palacio fue traspasado al Rey Cristián VI. Comenzaron renovaciones en 1736-1737, y su uso y usuarios cambiaron durante un período de tiempo. Se construyó un pequeño teatro que se usó para varios conciertos, óperas y actuaciones de teatro. El Jardín del Palacio incluyó el Jardín Botánico entre 1778 y 1872.

### Real Academia Danesa de las Artes
En 1701, la antigua Academia de las Artes comenzó sus actividades en el Palacio. La pequeña escuela creció lentamente y fue inaugurada formalmente en el Palacio de Charlottenborg el 31 de marzo de 1754. En 1787, la propiedad del Palacio se transfirió a la Academia Real de Bellas Artes de Dinamarca, que en la actualidad continúa ocupando el Palacio.

## Arquitectura
El Palacio de Charlottenborg es un edificio de tres plantas y cuatro alas diseñado en el estilo barroco holandés, pero también con algunas influencias italianas. El ala principal hacia la plaza tiene un saliente central rodeado por dos salientes en las esquinas, más pronunciados. Los tres están coronados con balaustradas. El saliente central está decorado con pilastras corintias y un portal toscano/dórico con un balcón. La fachada tiene decoraciones de arenisca y frontones de ventanas.
El ala trasera se compone de tres pabellones. El pabellón central tiene una galería toscana, nichos con bustos arriba, y una linterna en el techo, cubierto con cobre.

### Interior
La planta recuerda a los castillos franceses. Tiene un piano nobile con un salón de banquetes por encima de la entrada principal, con acceso al balcón, una planta baja con techos más bajos, y una segunda planta para el servicio con techos aún más bajos. Esta disposición fue característica de las mansiones y casas de la clase alta en todo el siglo XVIII. En el ala trasera, por encima de la galería, hay una habitación barroca abovedada bien conservada con un espléndido techo de estuco.

## Actividades actuales
- Academia Real de Bellas Artes de Dinamarca
- Kunsthal Charlottenborg, sala de exposiciones
- Danmarks Kunstbibliotek, Biblioteca de Arte de Dinamarca